# Hyposidra rufoochracea
Hyposidra rufoochracea là một loài bướm đêm trong họ Geometridae.